# Norman Smith (produtor musical)
Norman "Hurricane" Smith (Edmonton, 22 de fevereiro de 1923 – East Sussex, 3 de março de 2008) foi um músico e produtor musical inglês.
Serviu como piloto da Força Aérea Real durante a Segunda Guerra Mundial. Depois de uma fracassada carreira como músico de Jazz, foi contratado pela EMI inglesa, como engenheiro de som.

## Carreira como engenheiro de som e produtor musical
Norman Smith tornou-se conhecido por ter sido o engenheiro de som de todos os discos gravados pela banda inglesa The Beatles até Rubber Soul (1965),  quando foi promovido pela gravadora e tornou-se produtor musical.
Como produtor musical, trabalhou com o Pink Floyd nos discos The Piper at the Gates of Dawn, A Saucerful of Secrets e Ummagumma.

## Carreira como músico
Em 1971, Smith despontou como Hurricane Smith e garantiu o 2º lugar na parada musical inglesa com a música "Don't Let It Die".
A canção havia sido escrita anos antes por Smith, na esperança de que John Lennon a gravasse. Como isso não aconteceu, Smith gravou uma demotape da canção, que foi ouvida por um executivo de gravadora, Mickie Most, e o convenceu a lançar a gravação comercialmente,

## Morte
Norman "Hurricane" Smith morreu em 3 de março de 2008, em East Sussex, com 85 anos de idade.